# Aurora de Chile
La Aurora de Chile fue el primer periódico publicado en Chile. Publicado entre el 13 de febrero de 1812 y el 1 de abril de 1813, más tarde se transformó en El Monitor Araucano. La Aurora de Chile, cuyo director fue fray Camilo Henríquez González, contaba con cuatro páginas impresas a dos columnas y se publicaba semanalmente todos los jueves. En su mayor parte, abordaba temas de política y de filosofía política.

## Antecedentes

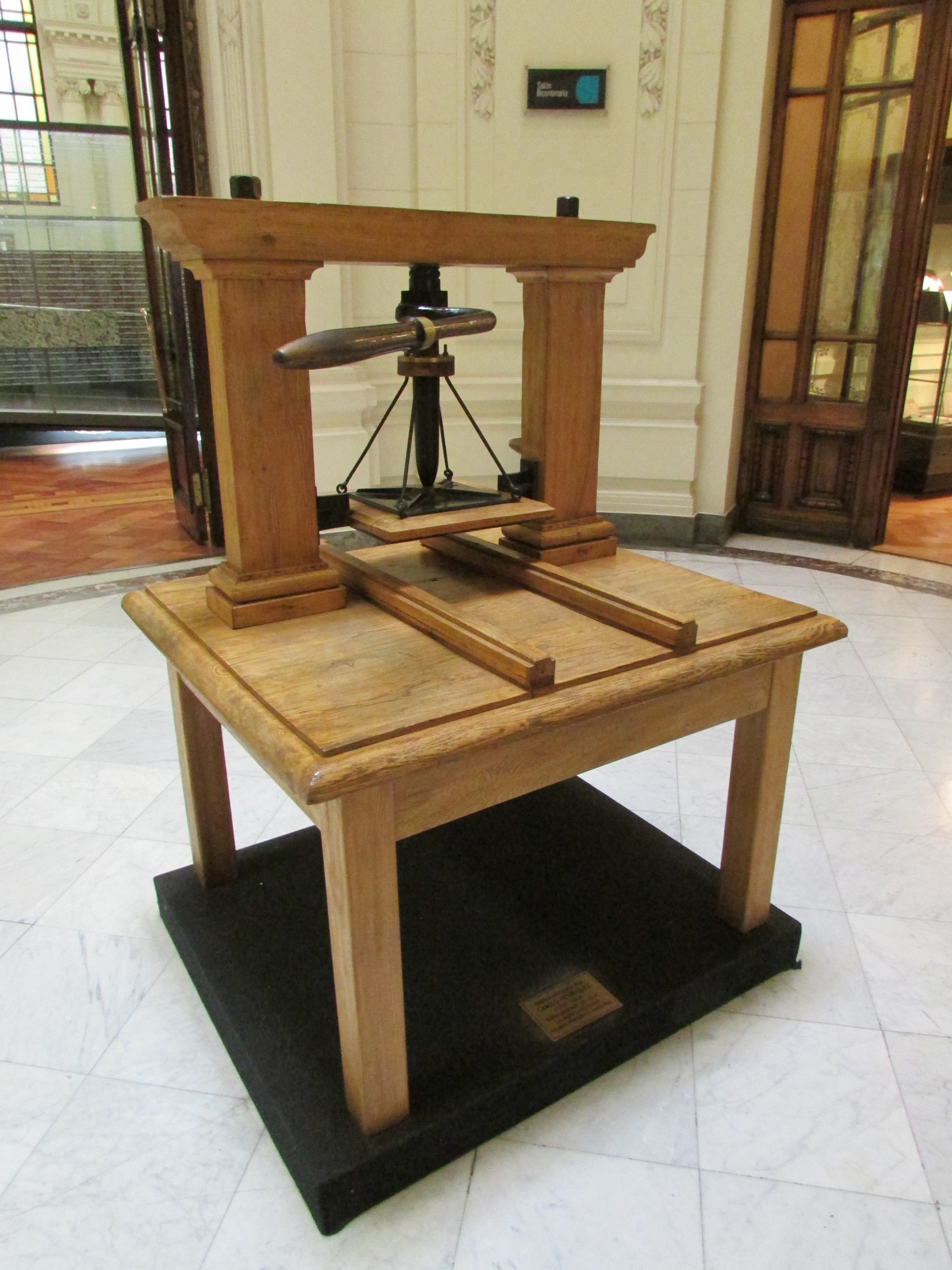
Imprenta usada para publicar la Aurora de Chile.

Hasta el momento de su publicación, los únicos periódicos impresos provenían de Buenos Aires, Lima y España y llegaban a Santiago de Chile con mucho retraso.
Tanto la filosofía política de la Ilustración como los documentos políticos y folletos de las revoluciones estadounidense (1765-1783) y francesa (1789-1799) habían sido traducidos al español y se habían hecho conocidos en Chile. Sin embargo, si bien puede haber habido una imprenta operada por los jesuitas para la impresión de material religioso en las décadas anteriores a 1810, no había una imprenta en Chile que reimprimiera e hiciera conocidas las ideas y la filosofía que llegaban del extranjero, o que imprimiera material revolucionario chileno.
No obstante lo anterior, luego de la exitosa subida al poder de la Primera Junta Nacional de Gobierno el 18 de septiembre de 1810, en el gobierno «[...] sintióse instintivamente la necesidad, si pudiéramos decirlo, de un contacto estrecho con la opinión pública, que no tenía para manifestarla ninguno de esos órganos hoy día familiares, que son el alimento vitalísimo de las multitudes». Algunos chilenos habían intentado adquirir una imprenta de parte del gobierno español y luego, durante el gobierno de la Junta, se trató de adquirir una imprenta de la Junta de Buenos Aires, pero estos intentos no tuvieron éxito.
Finalmente, el 24 de noviembre de 1811, Mateo Arnaldo Höevel, un idealista partidario del gobierno independiente, atracó en el puerto de Valparaíso la fragata estadounidense Galloway que traía una imprenta, a los tipógrafos estadounidenses Samuel Burr Johnston, Guillermo H. Burbidge y Simón Garrison, además de armas y municiones para abastecer a las tropas del movimiento independentista. Los tipógrafos pronto se pusieron a trabajar en la publicación de la Aurora de Chile, el primer periódico chileno.

## LaAurora de Chileen circulación

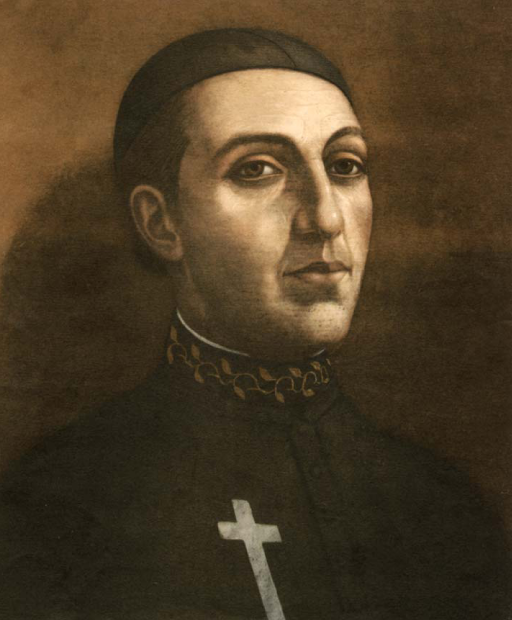
Fray Camilo Henríquez, director de la Aurora de Chile.

El primer número del periódico se publicó el jueves 13 de febrero de 1812 bajo la dirección de fray Camilo Henríquez González, quien se convirtió en el primer editor del primer periódico chileno. Henríquez utilizó la publicación como medio para, al mismo tiempo, abogar por los valores revolucionarios, siendo el primero que expuso seriamente la idea de la independencia de Chile, y defender el nuevo espíritu de la educación y la razón que, él creía, venían con la Aurora de Chile:

Está ya en nuestro poder, el grande, el presioso instrumento de la ilustracion universal, la Imprenta [...] La voz de la razon, y de la verdad se oyrán entre nosotros despues del triste, é insufrible silencio de tres siglos [...] ¡Siglos de infamia, y de llanto!
Prospecto (1812), Aurora de Chile (ortografía original).

La gente corría por las calles con los ejemplares del primer número [...] y deteniendo a cuanto encontraban, leían y volvían a leer su contenido, dándose los parabienes de tanta felicidad, y prometiéndose que por este medio se destruirían la ignorancia y la ceguedad en que hasta entonces habían vivido.
El fraile M. Martínez, cronista de la Patria Vieja, en referencia a la primera edición de la Aurora de Chile en 1812.

El periódico fue la primera publicación masiva que presentó a los lectores chilenos las ideas filosóficas de la Ilustración, de autores como Rousseau, Voltaire y otros, de las que se hicieron eco los escritos de Henríquez. En escritos firmados por Manuel de Salas, Juan Egaña, Manuel José Gandarillas y el guatemalteco Antonio José de Irisarri, la Aurora de Chile plasmó en sus páginas los principios de soberanía popular, la facultad de los pueblos para gobernarse y elegir a sus autoridades, la separación de los poderes y, a la vez, fue un vehículo para los comentarios de Camilo Henríquez acerca del acontecer del «Reyno de Chile» y de las vicisitudes de la monarquía.
La Aurora de Chile tuvo un total de 58 números, destacándose por expresar con fervor un claro pensamiento independentista. A través de sus artículos se abordaron temas diversos y relevantes de la realidad nacional como: la hacienda pública, la industria, el comercio, la policía, la «civilización de los indígenas», la educación pública y el derecho constitucional. Sus redactores se dedicaron con empeño a promover el desarrollo integral de Chile, confiando en un porvenir brillante y lleno de esperanza para la naciente república. Para ello, se esforzaron en contribuir al ideal de progreso a través de la prensa en todos los aspectos de interés nacional.
La influencia de los independentistas estadounidenses también fue un factor importante para la intelligentsia revolucionaria liberal de Chile puesto que el periódico reeditó los discursos de Jefferson, Madison, Washington y otros que se convirtieron en héroes para la naciente prensa chilena.
Durante su existencia, la Aurora de Chile editó un prospecto —aunque hay divergencias respecto a la fecha de impresión—, cincuenta y ocho números —cuarenta y seis durante 1812 y doce durante 1813—, dos ejemplares extraordinarios y dos suplementos de medio pliego, y fue censurada en dos oportunidades.
El jueves 1 de abril de 1813 circuló su último ejemplar y cinco días después vio la luz el primer número de El Monitor Araucano.
| Predecesor: No tiene | Aurora de Chile 1812 - 1813 | Sucesor: Monitor Araucano |